# Tom McKean
Thomas „Tom” McKean (ur. 27 października 1963 w Bellshill) – szkocki lekkoatleta specjalizujący się w biegach średniodystansowych, reprezentujący na arenie międzynarodowej Wielką Brytanię, uczestnik igrzysk olimpijskich w Seulu (1988) i Barcelonie (1992), halowy mistrz świata z Toronto (1993) w biegu na 800 metrów.

## Sukcesy sportowe
- mistrz Wielkiej Brytanii w biegu na 800 m – 1985[1]
- mistrz Szkocji w biegu na 400 m – 1982
- mistrz Szkocji w biegu na 880 y – 1984, 1985, 1987, 1988, 1989, 1994[2]
- halowy mistrz Szkocji w biegu na 800 m – 1994, 1995[3]

| Rok  | Miasto    | Zawody                     | Konkurencja        | Wynik         |
| ---- | --------- | -------------------------- | ------------------ | ------------- |
| 1986 | Stuttgart | mistrzostwa Europy         | bieg na 800 m      | srebrny medal |
| 1986 | Edynburg  | igrzyska Wspólnoty Narodów | bieg na 800 m      | srebrny medal |
| 1987 | Rzym      | mistrzostwa świata         | bieg na 800 m      | 8. miejsce    |
| 1990 | Split     | mistrzostwa Europy         | bieg na 800 m      | złoty medal   |
| 1990 | Glasgow   | halowe mistrzostwa Europy  | bieg na 800 m      | złoty medal   |
| 1990 | Auckland  | igrzyska Wspólnoty Narodów | sztafeta 4 × 400 m | srebrny medal |
| 1993 | Toronto   | halowe mistrzostwa świata  | bieg na 800 m      | złoty medal   |
| 1993 | Stuttgart | mistrzostwa świata         | bieg na 800 m      | 8. miejsce    |

## Rekordy życiowe
- bieg na 800 m – 1:43,88 – Londyn 28/07/1989
- bieg na 800 m (hala) – 1:46,22 – Glasgow 04/03/1990
- bieg na 1000 m – 2:18,91 – Edynburg 23/07/1985